# Aleksandr Sobolev
Aleksandr Sergeevič Sobolev (in russo Александр Сергеевич Соболев?; Barnaul, 7 marzo 1997) è un calciatore russo, attaccante dello Zenit San Pietroburgo e della nazionale russa.

## Carriera

### Club
Gioca nella prima divisione russa.
Ha giocato 5 anni, dal 2020 al 2024, allo Spartak Mosca, con il quale ha segnato 49 reti in 123 presenze in tutte le competizioni.
Oggi gioca allo Zenit San Pietroburgo.

### Nazionale
È stato convocato in nazionale per la prima volta nel 2020.
Ad oggi ha giocato 15 partite con essa, mettendo a segno 6 reti.
L'ultima convocazione risale al 20 novembre 2023, data in cui si è svolta la partita contro Cuba finita 8-0 per la Russia, con anche una rete di Sobolev.

## Statistiche

### Presenze e reti nei club
Statistiche aggiornate al 25 marzo 2025.
| Stagione               | Squadra                | Campionato             | Campionato | Campionato | Coppe nazionali | Coppe nazionali | Coppe nazionali | Coppe continentali | Coppe continentali | Coppe continentali | Altre coppe | Altre coppe | Altre coppe | Totale | Totale | Totale |
| Stagione               | Squadra                | Comp                   | Pres       | Reti       | Comp            | Pres            | Reti            | Comp               | Pres               | Reti               | Comp        | Pres        | Reti        | Pres   | Reti   |        |
| ---------------------- | ---------------------- | ---------------------- | ---------- | ---------- | --------------- | --------------- | --------------- | ------------------ | ------------------ | ------------------ | ----------- | ----------- | ----------- | ------ | ------ | ------ |
| 2016-2017              | Tom’ Tomsk             | PL                     | 13         | 3          | CR              | 0               | 0               |                    | -                  | -                  |             | -           | -           | 13     | 3      |        |
| 2017-gen. 2018         | Tom’ Tomsk             | PFN Ligi               | 24         | 6          | CR              | 3               | 3               |                    | -                  | -                  |             | -           | -           | 27     | 9      |        |
| Totale Tom’ Tomsk      | Totale Tom’ Tomsk      | Totale Tom’ Tomsk      | 37         | 9          |                 | 3               | 3               |                    | -                  | -                  |             | -           | -           | 40     | 12     |        |
| gen.-giu. 2018         | Kryl'ja Sovetov        | PFN Ligi               | 12         | 8          | CR              | -               | -               |                    | -                  | -                  |             | -           | -           | 12     | 8      |        |
| 2018-gen.2019          | Kryl'ja Sovetov        | PL                     | 12         | 1          | CR              | 1               | 1               |                    | -                  | -                  |             | -           | -           | 7      | 2      |        |
| gen.-giu.2019          | Enisej                 | PL                     | 10         | 3          | CR              | 0               | 0               |                    | -                  | -                  |             | -           | -           | 10     | 3      |        |
| 2019-gen.2020          | Kryl'ja Sovetov        | PL                     | 18         | 10         | CR              | 1               | 0               |                    | -                  | -                  |             | -           | -           | 19     | 10     |        |
| Totale Kryl'ja Sovetov | Totale Kryl'ja Sovetov | Totale Kryl'ja Sovetov | 42         | 19         |                 | 2               | 1               |                    | -                  | -                  |             | -           | -           | 44     | 20     |        |
| gen.-giu.2020          | Spartak Mosca          | PL                     | 11         | 2          | CR              | 2               | 1               |                    | -                  | -                  |             | -           | -           | 13     | 3      |        |
| 2020-2021              | Spartak Mosca          | PL                     | 22         | 14         | CR              | 2               | 1               |                    | -                  | -                  |             | -           | -           | 24     | 15     |        |
| 2021-2022              | Spartak Mosca          | PL                     | 26         | 9          | CR              | 3               | 2               | UCL+UEL            | 2+5                | 0+4                | SR          | 1           | 0           | 30     | 11     |        |
| 2022-2023              | Spartak Mosca          | PL                     | 26         | 13         |                 | -               | -               |                    | -                  | -                  |             | -           | -           | 26     | 13     |        |
| 2023-2024              | Spartak Mosca          | PL                     | 27         | 5          |                 | -               | -               |                    | -                  | -                  |             | -           | -           | 27     | 5      |        |
| Totale Spartak Mosca   | Totale Spartak Mosca   | Totale Spartak Mosca   | 112        | 43         |                 | 4               | 2               |                    | 7                  | 4                  |             | -           | -           | 123    | 49     |        |
| 2024-2025              | Zenit San Pietroburgo  | PL                     | 22         | 4          |                 | -               | -               |                    | -                  | -                  |             | -           | -           | 22     | 4      |        |
| Totale carriera        | Totale carriera        | Totale carriera        | 223        | 78         |                 | 9               | 6               |                    | 7                  | 4                  |             | 1           | 0           | 239    | 88     |        |

### Cronologia presenze e reti in nazionale
| Cronologia completa delle presenze e delle reti in nazionale ― Russia | Cronologia completa delle presenze e delle reti in nazionale ― Russia | Cronologia completa delle presenze e delle reti in nazionale ― Russia | Cronologia completa delle presenze e delle reti in nazionale ― Russia | Cronologia completa delle presenze e delle reti in nazionale ― Russia | Cronologia completa delle presenze e delle reti in nazionale ― Russia | Cronologia completa delle presenze e delle reti in nazionale ― Russia | Cronologia completa delle presenze e delle reti in nazionale ― Russia |
| Data                                                                  | Città                                                                 | In casa                                                               | Risultato                                                             | Ospiti                                                                | Competizione                                                          | Reti                                                                  | Note                                                                  |
| --------------------------------------------------------------------- | --------------------------------------------------------------------- | --------------------------------------------------------------------- | --------------------------------------------------------------------- | --------------------------------------------------------------------- | --------------------------------------------------------------------- | --------------------------------------------------------------------- | --------------------------------------------------------------------- |
| 8-10-2020                                                             | Mosca                                                                 | Russia                                                                | 1 – 2                                                                 | Svezia                                                                | Amichevole                                                            | 1                                                                     | 46’                                                                   |
| 14-10-2020                                                            | Mosca                                                                 | Russia                                                                | 0 – 0                                                                 | Ungheria                                                              | UEFA Nations League 2020-2021 - 1º turno                              | -                                                                     | 81’                                                                   |
| 12-11-2020                                                            | Chișinău                                                              | Moldavia                                                              | 0 – 0                                                                 | Russia                                                                | Amichevole                                                            | -                                                                     | 67’                                                                   |
| 24-3-2021                                                             | Ta' Qali                                                              | Malta                                                                 | 1 – 3                                                                 | Russia                                                                | Qual. Mondiali 2022                                                   | 1                                                                     | 83’                                                                   |
| 30-3-2021                                                             | Trnava                                                                | Slovacchia                                                            | 2 – 1                                                                 | Russia                                                                | Qual. Mondiali 2022                                                   | -                                                                     | 65’                                                                   |
| 5-6-2021                                                              | Mosca                                                                 | Russia                                                                | 1 – 0                                                                 | Bulgaria                                                              | Amichevole                                                            | 1                                                                     | 58’ 87’                                                               |
| 16-6-2021                                                             | San Pietroburgo                                                       | Finlandia                                                             | 0 – 1                                                                 | Russia                                                                | Euro 2020 - 1º turno                                                  | -                                                                     | 85’                                                                   |
| 21-6-2021                                                             | Copenaghen                                                            | Russia                                                                | 1 – 4                                                                 | Danimarca                                                             | Euro 2020 - 1º turno                                                  | -                                                                     | 61’                                                                   |
| 24-9-2022                                                             | Bishkek                                                               | Kirghizistan                                                          | 1 – 2                                                                 | Russia                                                                | Amichevole                                                            | 1                                                                     | 46’                                                                   |
| 20-11-2022                                                            | Tashkent                                                              | Uzbekistan                                                            | 0 – 0                                                                 | Russia                                                                | Amichevole                                                            | -                                                                     | 63’ 76’                                                               |
| 26-3-2023                                                             | San Pietroburgo                                                       | Russia                                                                | 2 – 0                                                                 | Iraq                                                                  | Amichevole                                                            | -                                                                     | 74’                                                                   |
| 12-9-2023                                                             | Al Wakrah                                                             | Qatar                                                                 | 1 – 1                                                                 | Russia                                                                | Amichevole                                                            | -                                                                     | 46’ 90+3’                                                             |
| 12-10-2023                                                            | Mosca                                                                 | Russia                                                                | 1 – 0                                                                 | Camerun                                                               | Amichevole                                                            | -                                                                     | 46’                                                                   |
| 16-10-2023                                                            | Aksu                                                                  | Russia                                                                | 2 – 2                                                                 | Kenya                                                                 | Amichevole                                                            | 1                                                                     | 66’                                                                   |
| 20-11-2023                                                            | Volgograd                                                             | Russia                                                                | 8 – 0                                                                 | Cuba                                                                  | Amichevole                                                            | 1                                                                     | 60’                                                                   |
| Totale                                                                |                                                                       | Presenze                                                              | 15                                                                    |                                                                       | Reti                                                                  | 6                                                                     |                                                                       |

## Palmarès

### Club

#### Competizioni nazionali
- Coppa di Russia: 1

Spartak Mosca: 2021-2022

### Individuale
- Capocannoniere della Coppa di Russia: 1

2023-2024 (5 reti)